# 大果铁杉
大果铁杉（学名：Tsuga chinensis var. robusta）为松科铁杉属下的一个变种。

## 扩展阅读
- 維基物種上的相關：大果铁杉